# His Lost Love
His Lost Love er en amerikansk stumfilm fra 1909 af D. W. Griffith.

## Medvirkende
- James Kirkwood som Luke
- Owen Moore som James
- Mary Pickford som Mary
- George Nichols
- Kate Bruce som